# アラバマチズガメ
アラバマチズガメ（Graptemys pulchra）は、爬虫綱カメ目ヌマガメ科チズガメ属に分類されるカメ。

## 分布
アメリカ合衆国（アラバマ州、ジョージア州のアラバマ川水系）固有種

## 形態
最大甲長27cm。オスよりもメスの方が大型。種小名pulchraは「美しい」の意。背甲は扁平で、第2、3椎間板の棘状の突起（キール）もあまり発達しない。また縁甲板には黄色い細い筋状の模様が円や渦巻き状に入る。
頭部や四肢は褐色や暗緑色で、眼の間にある斑紋と眼の後部にある黄色い斑紋は繋がる。頭部は大型で、特に自然下では貝類を主食とするメスは貝類を噛み砕くために頭部が巨大化する。

## 生態
本種の詳細な生態は不明な点が多い。
食性は動物食の強い雑食で、魚類、昆虫類、甲殻類、貝類を食べる。近縁の頭部が巨大化する種と同じく成体のメスでは貝類が主食になると思われる。
繁殖形態は卵生。

## 人間との関係
開発による生息地の破壊や、ペット用の乱獲等により生息数が減少している。
ペットとして飼育されることもあり、日本にも輸入されていた。以前は日本に輸入されていた個体は、ほとんどは近年本種から分割されたギボンズチズガメだったようで本種の流通そのものは非常に少ない。2006年にチズガメ属がワシントン条約附属書IIIに記載され生息地であるアメリカ合衆国からの輸出が制限されたため、流通量はさらに激減した。